# Komodo (programme d'échecs)
Pour les articles homonymes, voir Komodo.
Komodo est un programme d'échecs créé par Don Dailey (en), Mark Lefler et Larry Kaufman en 2007.
En mai 2014, la version 5 est première au classement SSDF avec 3259 points Elo.
Fin novembre 2015, il est champion du monde de partie blitz (5 min, tournoi de programmes d'échecs) et de parties rapides (20 min, tournoi de programmes d'échecs)
À la fin de l'année 2015, Komodo a une performance moyenne et stable de 3350 points Elo sur 200 matchs.
Il est le « grand champion » du TCEC 2015. 
Komodo remporte le WCCC 2016 à l'issue d'un playoff avec Jonny.
En 2018, Komodo est acquis par le serveur d'échecs en ligne Chess.com.
La version Komodo Dragon, publiée le 9 novembre 2020, prend en charge le réseau neuronal NNUE.

## Versions
- Komodo 11.2: 17 juillet 2017
- Komodo 11.01: 23 mai 2017
- Komodo 10:  23 mai 2016
- Komodo 9: 28 avril 2015
- Komodo 8: 5 septembre 2014
- Komodo 7: 21 mai 2014
- Komodo TCEC: 4 décembre 2013
- Komodo 6: 4 octobre 2013
- Komodo 5.1 MP: juin 2013
- Komodo CCT: mai 2013
- Komodo 5:
- Komodo 4: décembre 2011
- Komodo 3:
- Komodo 2.03:
- Komodo 2.01:
- Komodo 1.3:
- Komodo 1.2: octobre 2010
- Komodo 1.0: janvier 2010